# Vi hade i alla fall tur med vädret – igen
Vi hade i alla fall tur med vädret – igen är en svensk komedifilm som hade biopremiär i Sverige den 5 december 2008, av Kjell-Åke Andersson och är uppföljaren till den TV-filmen Vi hade i alla fall tur med vädret från 1980. Medverkande skådespelare är bland annat Rolf Skoglund och Claire Wikholm.

## Handling
Nästan 30 år har gått och Gösta och Gun är nu pensionerade. Gösta och Gun ska den här sommaren åka till sonens bröllop. Gösta har precis köpt en husbil som blir perfekt att åka i, men Gun är tveksam och vill egentligen ta flyget. Till slut går hon dock med på att ta bilen och Gösta lovar att inte stressa upp sig, utan att resan ska bli lugn och sansad. Men ska han verkligen lyckas med det...?

## Om filmen
Filmen hade biopremiär den 5 december 2008. Kjell-Åke Andersson står för regin och som i första filmen stod för manuset och fotot. Manus är skrivet av Kjell-Åke Andersson och Santiago Gil.

## Rollista
- Rolf Skoglund – Gösta
- Claire Wikholm – Gun
- Mikaela Knapp – Magda
- Gustav Berg - Jens
- Magdalena in de Betou – Lotta
- Jacob Ericksson – Peppe
- Ellen Mattsson – Pia
- Robin Stegmar – Johan
- Sissela Kyle – Doktor
- Johan Glans – Hambörje
- Sofia Ledarp - Hambörjes fru
- Anders Ahlbom Rosendahl - Harald
- Ulf Kvensler – campingreceptionist
- Michalis Koutsogiannakis - Miklos
- Urban Eldh - Stig (Göstas arbetskamrat som dör innan han hinner gå i pension)

## Hemvideo
Filmen släpptes på DVD 2009.

### Fotnoter
1. ↑  ”Vi hade i alla fall tur med vädret igen!”. Svensk filmdatabas. 5 december 2008. http://www.sfi.se/sv/svensk-filmdatabas/Item/?itemid=66509&type=MOVIE&iv=Basic. Läst 17 september 2016.
2. ↑  ”Vi hade i alla fall tur med vädret igen!”. Svensk mediedatabas. 28 mars 2009. http://smdb.kb.se/catalog/id/002499290. Läst 17 september 2016.